# Saint-Martin-la-Méanne
Pour les articles homonymes, voir Saint-Martin.
Saint-Martin-la-Méanne est une commune française située dans le département de la Corrèze, en région Nouvelle-Aquitaine.

## Géographie

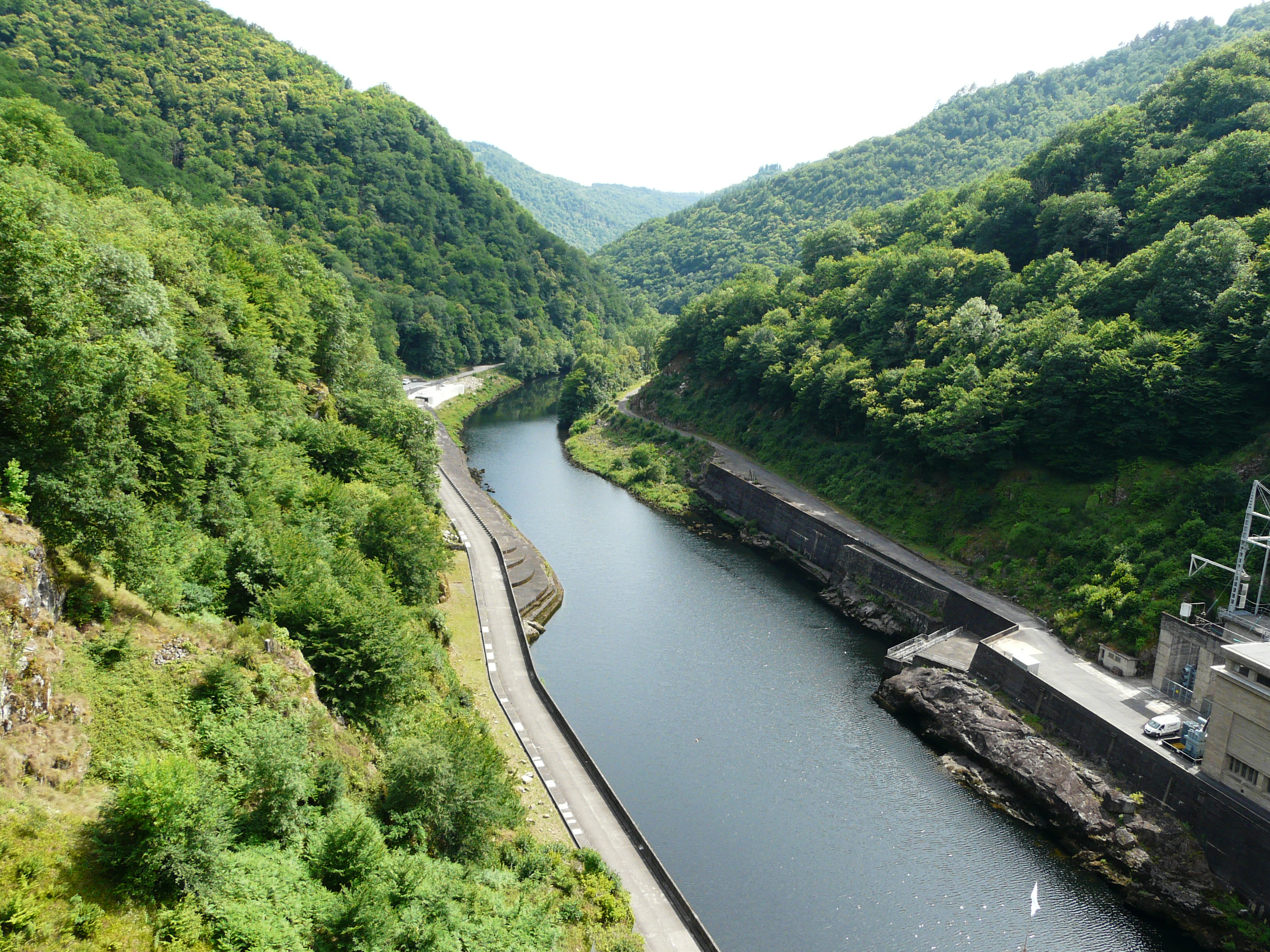
La Dordogne juste en aval du barrage du Chastang ; Saint-Martin-la-Méanne est en rive droite.

Au sud du département de la Corrèze, la commune de Saint-Martin-la-Méanne s'étend sur 27,70 km2. Elle est située en rive droite de la Dordogne qui borde le territoire communal à l'est au niveau des lacs de retenue des barrages du Chastang et d'Argentat. À l'ouest, c'est son affluent, le Doustre, qui limite la commune sur plus de trois kilomètres.
L'altitude minimale, 195 mètres, se trouve à l'extrême-sud, au niveau du lac de retenue du barrage d'Argentat, là où la Dordogne quitte la commune et sert de limites à celles de Servières-le-Château et Saint-Martial-Entraygues. L'altitude maximale avec 548 mètres est localisée à l'ouest, au du lieu-dit le Sireix de l'Aigle.
Le bourg de Saint-Martin-la-Méanne, au croisement des routes départementales (RD) 18 et 29, se situe, en distances orthodromiques, dix kilomètres au nord-nord-est d'Argentat.
La commune est également desservie par la RD 131E3.

### Communes limitrophes
Saint-Martin-la-Méanne est limitrophe de sept autres communes.
Les communes limitrophes sont  Argentat-sur-Dordogne, Bassignac-le-Haut, Champagnac-la-Prune, Gros-Chastang, La Roche-Canillac, Saint-Martial-Entraygues et Servières-le-Château.
| La Roche-Canillac        | Gros-Chastang            | Bassignac-le-Haut    |
| Champagnac-la-Prune      | Saint-Martin-la-Méanne   |                      |
| Saint-Bazile-de-la-Roche | Saint-Martial-Entraygues | Servières-le-Château |

### Climat
Pour des articles plus généraux, voir Climat de la Nouvelle-Aquitaine et Climat de la Corrèze.
Historiquement, la commune est exposée à un climat montagnard.  
En 2020, Météo-France publie une typologie des climats de la France métropolitaine dans laquelle la commune est exposée à un climat de montagne et est dans la région climatique  Ouest et nord-ouest du Massif Central, caractérisée par une pluviométrie annuelle de 900 à 1 500 mm, maximale en automne et en hiver.
Pour la période 1971-2000, la température annuelle moyenne est de 11 °C, avec  une amplitude thermique annuelle de 15,3 °C. Le cumul annuel moyen de précipitations est de 1 299 mm, avec 14,1 jours de précipitations en janvier et 8 jours en juillet. Pour la période 1991-2020, la température moyenne annuelle observée sur la station météorologique la plus proche, située sur la commune d'Argentat-sur-Dordogne à 9 km à vol d'oiseau, est de 12,7 °C et le cumul annuel moyen de précipitations est de 1 145,5 mm,. Pour l'avenir, les paramètres climatiques de la commune estimés pour 2050 selon différents scénarios d’émission de gaz à effet de serre sont consultables sur un site dédié publié par Météo-France en novembre 2022.

## Urbanisme

### Typologie
Au 1er janvier 2024, Saint-Martin-la-Méanne est catégorisée commune rurale à habitat très dispersé, selon la nouvelle grille communale de densité à 7 niveaux définie par l'Insee en 2022.
Elle est située hors unité urbaine. Par ailleurs la commune fait partie de l'aire d'attraction d'Argentat-sur-Dordogne, dont elle est une commune de la couronne,. Cette aire, qui regroupe 12 communes, est catégorisée dans les aires de moins de 50 000 habitants,.

### Occupation des sols
L'occupation des sols de la commune, telle qu'elle ressort de la base de données européenne d’occupation biophysique des sols Corine Land Cover (CLC), est marquée par l'importance des forêts et milieux semi-naturels (71,7 % en 2018), en diminution par rapport à 1990 (74,8 %). La répartition détaillée en 2018 est la suivante : 
forêts (71,3 %), prairies (22,3 %), eaux continentales (4 %), zones agricoles hétérogènes (1,1 %), zones urbanisées (1 %), milieux à végétation arbustive et/ou herbacée (0,4 %).
L'évolution de l’occupation des sols de la commune et de ses infrastructures peut être observée sur les différentes représentations cartographiques du territoire : la carte de Cassini (XVIIIe siècle), la carte d'état-major (1820-1866) et les cartes ou photos aériennes de l'IGN pour la période actuelle (1950 à aujourd'hui).

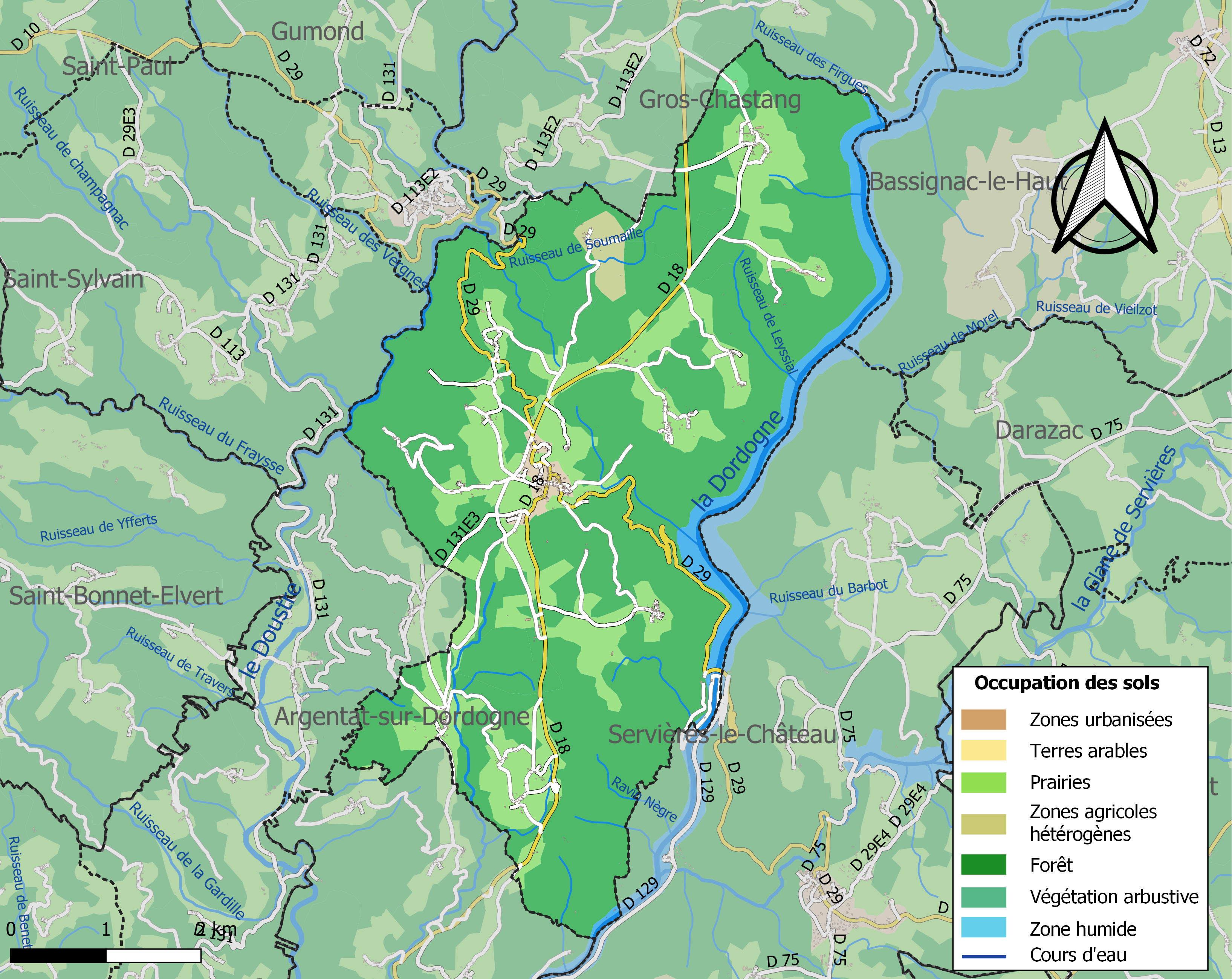
Carte des infrastructures et de l'occupation des sols de la commune en 2018 (CLC).

### Lieux-dits, hameaux et écarts
La commune, en plus du bourg, est subdivisée en hameaux et lieux-dits, dont certains ont aujourd'hui disparu. Le cadastre napoléonien en fournit la liste :
- Aussoleil
- Bois de la Barrière
- la Borie (ou Laborie)
- Au Brossier
- le Buisson
- Caguelane
- le Carteyroux
- le Chazal
- Croix du Bourgeois
- Croix de Farges
- Gramond
- la Grange de Thomas
- Lafarge
- Laval
- Lavastroux
- Magnac
- la Maguie (La Morguie ou La Mordie)
- le Martinet
- le Mas
- la Moncettie (Monsettie, Monchettie)
- Murat
- le Peuch el Pic (Peuch al Pic)
- le Pic (autrefois Py ou Pye ou Pyc)
- la Plaze
- Port Saint-Jean
- Poujol (ou Pouzol)
- le Prat Condat (ou Pracondat)
- Rame
- Roumégoux
- Serre
- le Seye (plus rarement : Seyt ou Seix)
- Soumaille
- Suc Pointu
- Terrieux (ou terriou ou Tarrioux)
- Touron (ou Tourron)
- Tras le Goutal
- Tras Lombas (Tras-le-Bos ou Tras-Lou-Bos)
- le Vézac (ou Vézat)

### Risques majeurs
Le territoire de la commune de Saint-Martin-la-Méanne est vulnérable à différents aléas naturels : météorologiques (tempête, orage, neige, grand froid, canicule ou sécheresse), feux de forêts et séisme (sismicité très faible). Il est également exposé à un risque technologique, la rupture d'un barrage, et à un risque particulier : le risque de radon. Un site publié par le BRGM permet d'évaluer simplement et rapidement les risques d'un bien localisé soit par son adresse soit par le numéro de sa parcelle.

#### Risques naturels

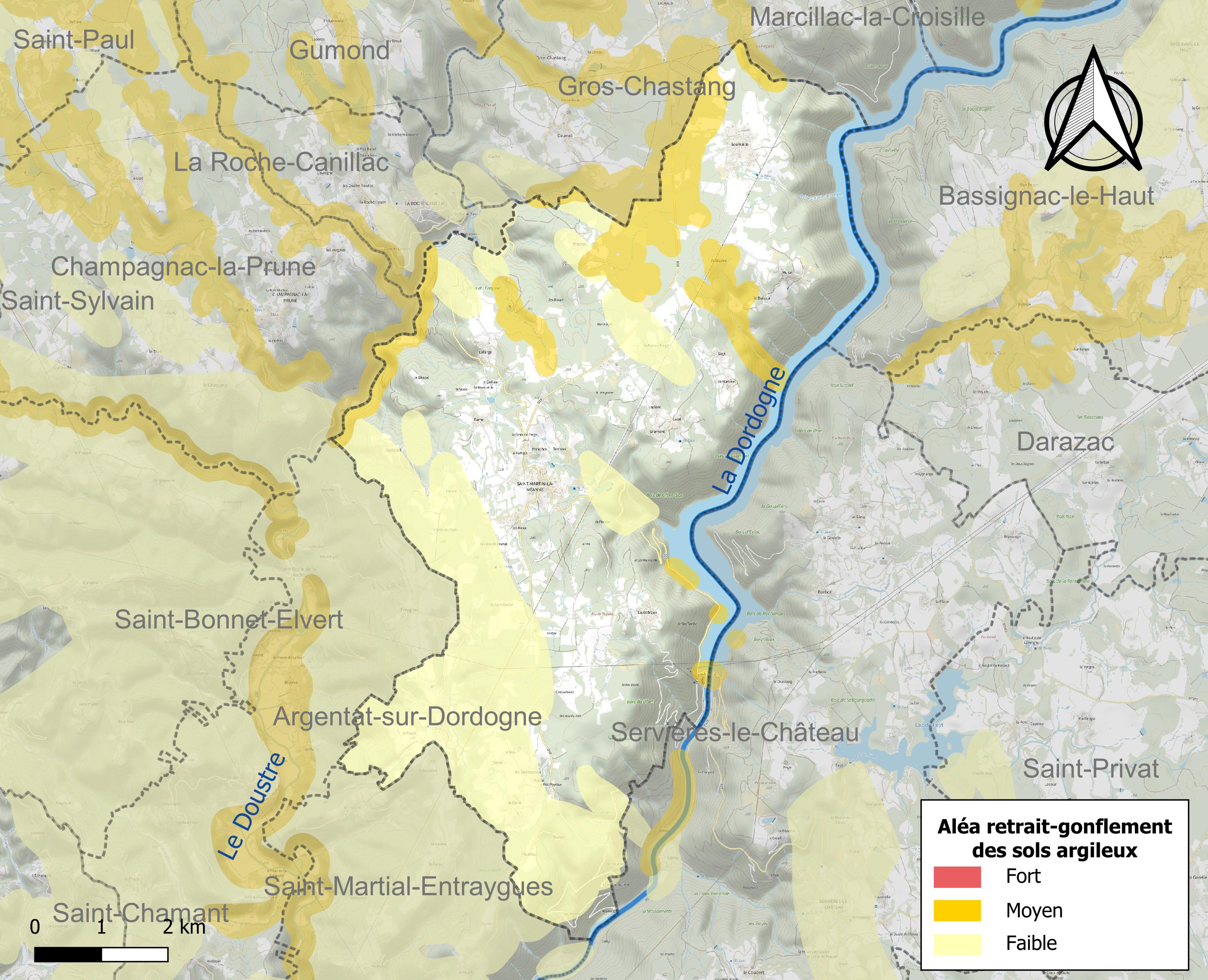
Carte des zones d'aléa retrait-gonflement des sols argileux de Saint-Martin-la-Méanne.

Le retrait-gonflement des sols argileux est susceptible d'engendrer des dommages importants aux bâtiments en cas d’alternance de périodes de sécheresse et de pluie. 10,5 % de la superficie communale est en aléa moyen ou fort (26,8 % au niveau départemental et 48,5 % au niveau national). Sur les 342 bâtiments dénombrés sur la commune en 2019,  aucun n'est en aléa moyen ou fort, à comparer aux 36 % au niveau départemental et 54 % au niveau national. Une cartographie de l'exposition du territoire national au retrait gonflement des sols argileux est disponible sur le site du BRGM,.
Concernant les feux de forêt, aucun plan de prévention des risques incendie de forêt (PPRIF) n’a été établi en Corrèze, néanmoins le code de l’urbanisme impose la prise en compte des risques dans les documents d’urbanisme. Le périmètre des servitudes d'utilité publique et des zones d'obligation légale de débroussaillement pour les particuliers est quant à lui défini pour la commune dans une carte dédiée. 
La commune a été reconnue en état de catastrophe naturelle au titre des dommages causés par les inondations et coulées de boue survenues en 1982, 1999 et 2001. Concernant les mouvements de terrains, la commune a été reconnue en état de catastrophe naturelle au titre des dommages causés par des mouvements de terrain en 1999.

#### Risques technologiques
La commune est en outre située en aval des barrages de Bort-les-Orgues, de Marèges, de l'Aigle, du Chastang, de Neuvic d'Ussel et de Marcillac, des ouvrages de classe A soumis à PPI. À ce titre elle est susceptible d’être touchée par l’onde de submersion consécutive à la rupture d'un de ces ouvrages.

#### Risque particulier
Dans plusieurs parties du territoire national, le radon, accumulé dans certains logements ou autres locaux, peut constituer une source significative d’exposition de la population aux rayonnements ionisants. Certaines communes du département sont concernées par le risque radon à un niveau plus ou moins élevé. Selon la classification de 2018, la commune de Saint-Martin-la-Méanne est classée en zone 3, à savoir zone à potentiel radon significatif. 

## Toponymie
Au IXe siècle, Saint-Martin est nommée Ecclesiam Sancti Martini. Quant à la Méanne, cette précision toponymique peut être attribuée à sa position moyenne, médiane, entre deux cours d'eau (le Doustre et la Dordogne) grâce à l'étymologie de ces adjectifs ainsi qu'à l'occitan mejana signifiant « médiane », du vieux français « meien, meian » issu lui-même du latin medianus.
Sous la Révolution française, pour suivre un décret de la Convention, la commune porte les noms de Jacobin-la-Méanne et Martin-sans-Culotte.

## Démographie
Les habitants de Saint-Martin-la-Méanne sont appelés les Saint-Martinois.
L'évolution du nombre d'habitants est connue à travers les recensements de la population effectués dans la commune depuis 1793. Pour les communes de moins de 10 000 habitants, une enquête de recensement portant sur toute la population est réalisée tous les cinq ans, les populations de référence des années intermédiaires étant quant à elles estimées par interpolation ou extrapolation. Pour la commune, le premier recensement exhaustif entrant dans le cadre du nouveau dispositif a été réalisé en 2004.

En 2022, la commune comptait 345 habitants, en évolution de +1,47 % par rapport à 2016 (Corrèze : −0,59 %, France hors Mayotte : +2,11 %).
| 1793  | 1800  | 1806  | 1821  | 1831  | 1836  | 1841  | 1846  | 1851  |
| ----- | ----- | ----- | ----- | ----- | ----- | ----- | ----- | ----- |
| 1 752 | 1 279 | 1 402 | 1 469 | 1 556 | 1 502 | 1 452 | 1 412 | 1 517 |

| 1856  | 1861  | 1866  | 1872  | 1876  | 1881  | 1886  | 1891  | 1896  |
| ----- | ----- | ----- | ----- | ----- | ----- | ----- | ----- | ----- |
| 1 480 | 1 457 | 1 427 | 1 383 | 1 354 | 1 321 | 1 374 | 1 358 | 1 305 |

| 1901  | 1906  | 1911  | 1921  | 1926 | 1931 | 1936 | 1946 | 1954 |
| ----- | ----- | ----- | ----- | ---- | ---- | ---- | ---- | ---- |
| 1 247 | 1 161 | 1 108 | 1 033 | 922  | 911  | 832  | 841  | 704  |

| 1962 | 1968 | 1975 | 1982 | 1990 | 1999 | 2004 | 2006 | 2009 |
| ---- | ---- | ---- | ---- | ---- | ---- | ---- | ---- | ---- |
| 589  | 532  | 458  | 393  | 362  | 365  | 359  | 358  | 365  |

| 2014 | 2019 | 2022 | - | - | - | - | - | - |
| ---- | ---- | ---- | - | - | - | - | - | - |
| 343  | 340  | 345  | - | - | - | - | - | - |

## Culture locale et patrimoine

### Lieux et monuments
- L'église Saint-Martin de Tours recèle un tabernacle daté de 1669 en bois doré, classé depuis 1989 au titre des monuments historiques[29].
- À la sortie du bourg, une croix de chemin est inscrite au titre des monuments historiques depuis 1927[30].
- Le barrage du Chastang est implanté en rive droite sur Saint-Martin-la-Méanne, la rive gauche dépendant de Servières-le-Château.

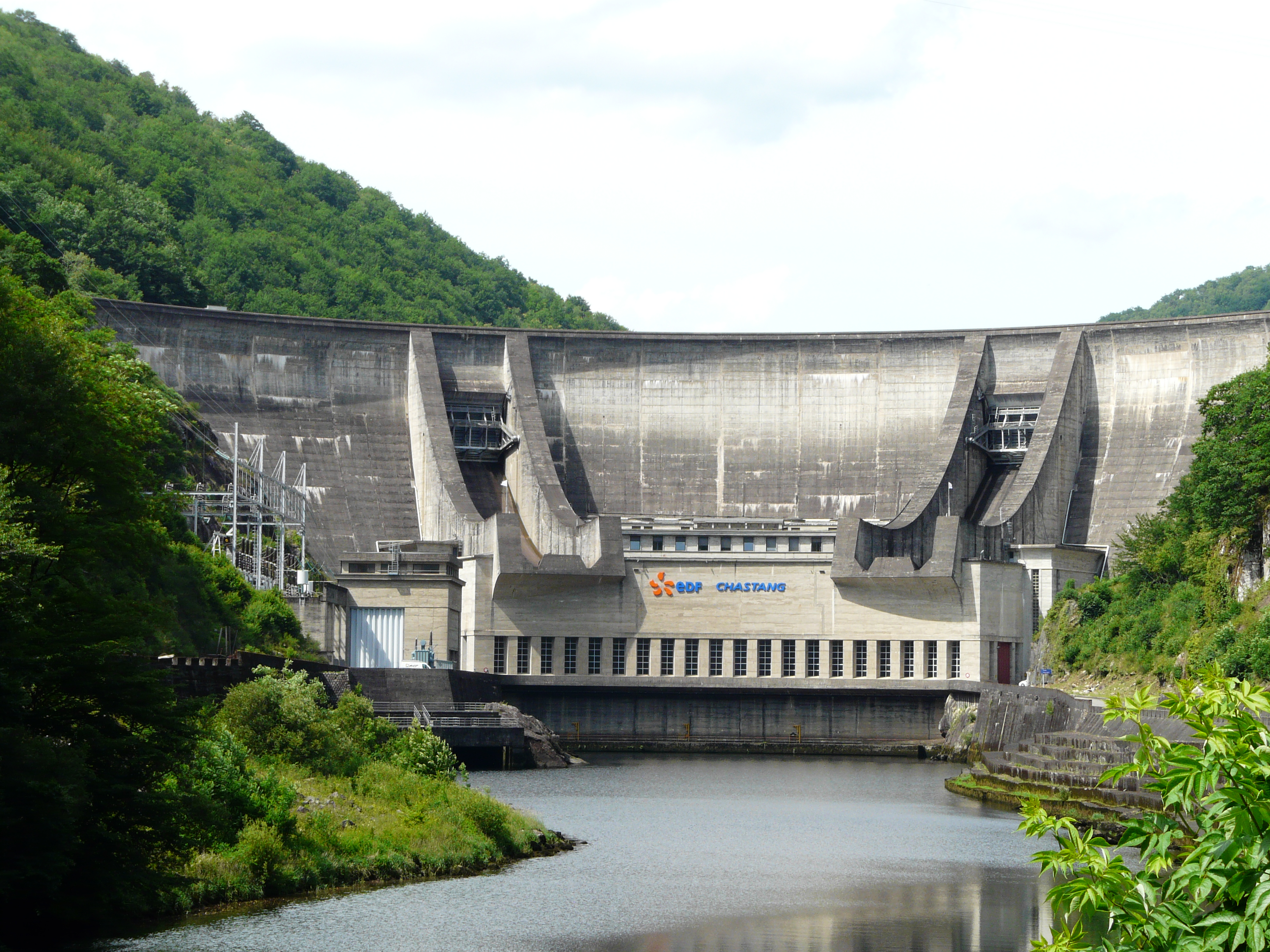
Le barrage du Chastang ; la partie gauche est sur Saint-Martin-la-Méanne.
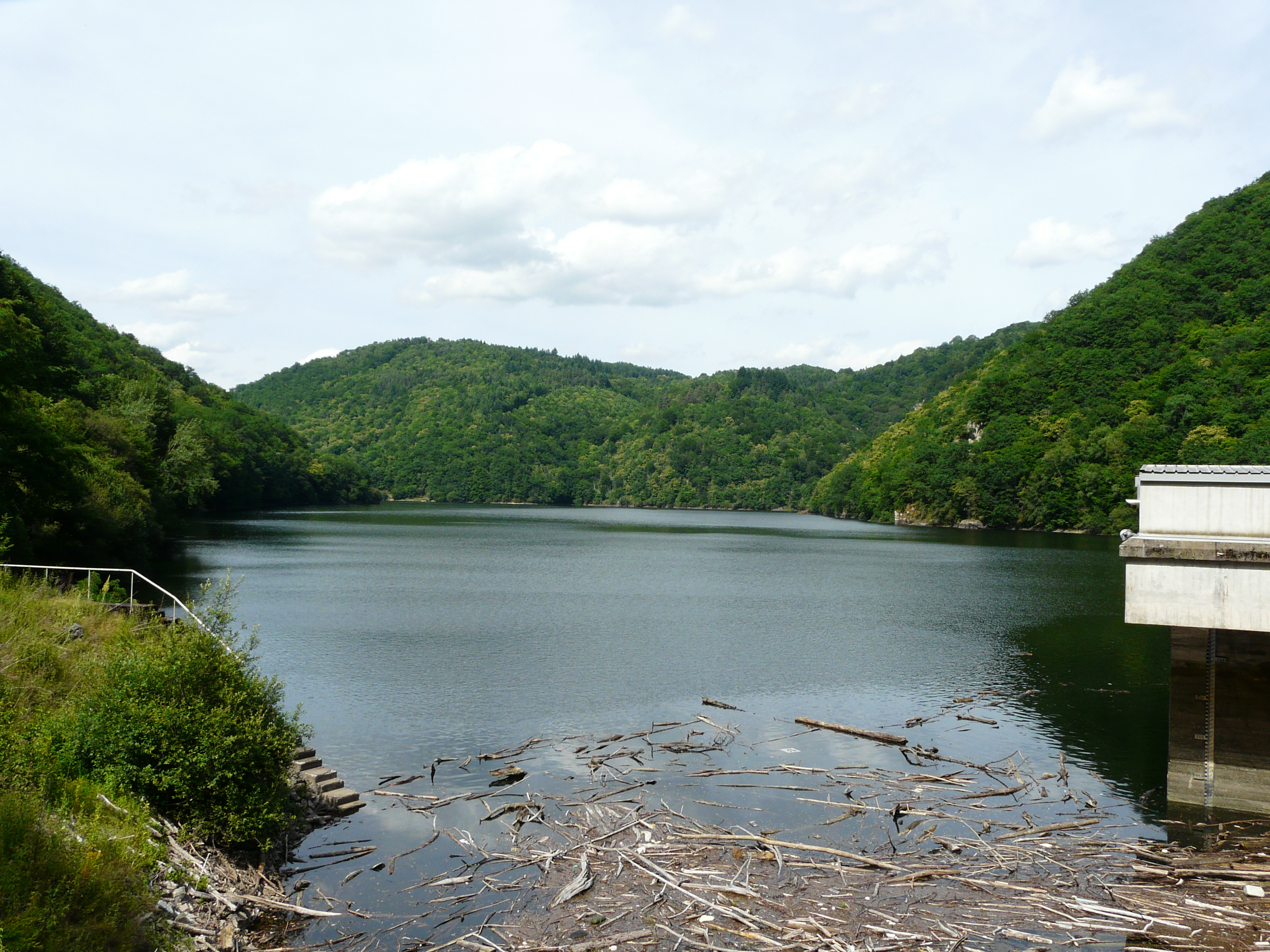
La Dordogne en amont du Chastang ; la partie gauche est sur Saint-Martin-la-Méanne.

### Héraldique
| Armes de Saint-Martin-la-Méanne | D'azur mantelé de gueules maçonné d'or, un chevron de même brochant sur la partition et accompagné en pointe d'un chabot d'argent, au chef de sinople chargé de deux pommes d'argent. |